# 納韋列日斯科耶湖
57°23′04″N 29°28′14″E / 57.38444°N 29.47056°E
納韋列日斯科耶湖（俄语：Навережское），是俄羅斯的湖泊，位於該國西北部，由普斯科夫州負責管轄，處於傑多維奇區，面積2.2平方公里，集水區面積13.7平方公里，平均水深1.5米，最大水深3.2米。